# کریستاپور پطروسیان
کریستاپور هایراچتی پطروسیان (ارمنی: Քրիստափոր Հայրապետի Պետրոսյան؛  زادهٔ ۲۰ ژانویهٔ ۱۸۸۹ - درگذشته ۱۲ اکتبر ۱۹۶۱) یک جراح ارتوپدی، تروماتولوژیست (ضربه‌شناس) و استاد اهل ارمنستان بود.

## زندگی‌نامه
در ۲۰ ژانویهٔ ۱۸۸۹ در باکو به دنیا آمد و از دانشگاه بوردو (۱۹۱۴) فارغ‌التحصیل شد. وی در دانشگاه پزشکی دولتی ایروان و انستیتو تحقیقاتی ارتوپدی و تروماتولوژی ایروان فعالیت می‌کرد.  وی همچنین برنده دانشمند شایسته ارمنستان شوروی (۱۹۵۶) و نشان پرچم سرخ کار شده است. وی در ۱۲ اکتبر ۱۹۶۱ در سن ۷۲ سالگی در ایروان درگذشت.

## یادداشت
1. ↑  բժշկական գիտությունների դոկտոր